# Poutine râpée
Pour les articles homonymes, voir poutine acadienne.
Ne doit pas être confondu avec la poutine québécoise.
La poutine râpée, poutine à la viande ou encore vulgairement plotte, est une spécialité culinaire en Acadie, au Canada. Elle est considérée comme plat national de cette région, en particulier ceux du sud-est du Nouveau-Brunswick, et peut se comparer au Klöße ou Knödel, dans la cuisine allemande. La rapûre en est une variante.

## Préparation
La poutine râpée est un plat national d'Acadie, transmise de génération en génération. Elle se prépare en mélangeant des pommes de terre cuites et pilées à des pommes de terre crues. Le mélange est ensuite façonné en boules de la taille d'une balle de tennis dans lesquelles on insère du lard ou de la viande de porc — ou plus rarement, du bœuf, du poulet ou des pétoncles. Les poutines sont ensuite bouillies dans l'eau pendant trois heures avant d'être servies en entrée ou au plat principal. Elle est parfois accompagnée de sirop d'érable ou de confiture. 

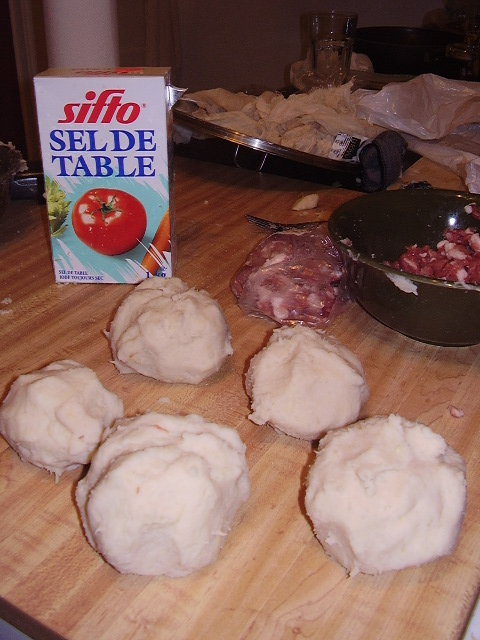
Poutines râpées avant d’être bouillies.

## Variantes
Une autre variante de cette recette, la rapûre, est populaire dans la région de la baie Sainte-Marie, dans le sud-ouest de la Nouvelle-Écosse. Contrairement à la poutine râpée, la pâte de pommes de terre n'est pas servie en boule, mais plutôt étendue dans l'assiette. La râpure est habituellement accompagnée de viande ou de fruits de mer,.
Peu de gens le savent, mais on retrouve aussi une poutine au Québec qui s'apparente quelque peu à la poutine râpée, mais avec quelques différences dans la recette. Grosso modo, on abaissait une pâte à tarte et en découpait des petites pièces d'environ 5 × 5″ (soit 12,7 × 12,7 cm) ou moins. Suivait une préparation de viande hachée (comme celle que l'on met dans les tourtières) qu'on déposait sur les petites coupures de pâte. On refermait hermétiquement la pâte sur la préparation de viande pour en faire des boulettes et on faisait mijoter le tout dans une sauce à ragoût. On la retrouve plutôt dans la région de la Mauricie (Shawinigan, Grand-Mère et Trois-Rivières entre autres), ce qui fait que même une majorité de Québécois ne connaissent pas ce mets[réf. nécessaire]. On la nomme simplement « poutine » en un seul mot (d'où souvent une confusion avec la poutine plus moderne que la plupart des Québécois connaissent aujourd'hui et qui est constituée de frites, de fromage en grains et de sauce brune), ou poutine à la viande, ou en langage plus vulgaire, plotte. Au Québec, on la consomme plutôt de façon traditionnelle lors du temps des fêtes. Malheureusement, il semble que l'existence de ce mets traditionnel soit de plus en plus compromise dans cette région, puisque ce sont surtout les citoyens les plus âgés qui la connaissent[réf. nécessaire].